# Mont Grouse
Le mont Grouse (anglais : Grouse Mountain) est une montagne des montagnes North Shore, au sein des chaînons du Pacifique, et dans le district de North Vancouver en Colombie-Britannique, au Canada. Elle culmine à 1 231 mètres d'altitude et possède une station de ski, Grouse Mountain Resort.